# Asthenodipsas
Asthenodipsas is een geslacht van slangen uit de familie Pareidae.

## Naam en indeling
De wetenschappelijke naam van de groep werd voor het eerst voorgesteld door Wilhelm Peters in 1864. Er zijn acht soorten inclusief de pas in 2020 voor het eerst wetenschappelijk beschreven soort Asthenodipsas borneensis. De slangen werden eerder aan andere geslachten toegekend, zoals Amblycephalus, Dipsas, Pareas, Leptognathus en Internatus.

## Uiterlijke kenmerken
De slangen worden middelgroot, de soort Asthenodipsas vertebralis bereikt een totale lichaamslengte tot ongeveer tachtig centimeter en de soort Asthenodipsas malaccanus wordt ongeveer 45 cm lang. Het lichaam is dun en zijwaarts afgeplat, de staart is relatief kort. De kop is relatief groot en duidelijk te onderscheiden van het lichaam door de aanwezigheid van een insnoering. De ogen zijn relatief groot en hebben een verticale pupil. De slangen hebben 15 rijen schubben in de lengte op het midden van het lichaam.
De meeste soorten hebben een bruine tot grijze lichaamskleur met donkere tot zwarte vlekken of kleine dwarsstrepen. De soort recentelijk ontdekte soort Asthenodipsas borneensis heeft een opvallend lichtere kop die nog eens extra opvalt door een grote langwerpige zwarte vlak in de nek die zadel-achtig aandoet.

## Levenswijze
Alle soorten zijn typische struikbewoners die in lage vegetatie dicht bij de bodem leven. Alle soorten hebben zich gespecialiseerd in het jagen op slakken en naaktslakken.

## Verspreiding en habitat
Alle soorten komen voor in delen van Azië en leven in de landen Indonesië, Maleisië, Thailand en Laos. De habitat bestaat uit vochtige tropische en subtropische bossen, zowel in laaglanden als in bergstreken.

## Beschermingsstatus
Door de internationale natuurbeschermingsorganisatie IUCN is aan drie soorten een beschermingsstatus toegewezen. De slangen worden beschouwd als 'veilig' (Least Concern of LC).

## Soorten
Het geslacht omvat de volgende soorten, met de auteur en het verspreidingsgebied.
| Naam                        | Auteur                                                  | Verspreidingsgebied                 |
| --------------------------- | ------------------------------------------------------- | ----------------------------------- |
| Asthenodipsas borneensis    | Quah, Grismer, Lim, Anuar, Chan, 2020                   | Maleisië                            |
| Asthenodipsas jamilinaisi   | Quah, Grismer, Lim, Anuar, Imbun, 2019                  | Maleisië                            |
| Asthenodipsas laevis        | Boie, 1827                                              | Indonesië, Laos, Maleisië, Thailand |
| Asthenodipsas lasgalenensis | Loredo, Wood, Quah, Anuar, Greer, Ahmad & Grismer, 2013 | Maleisië                            |
| Asthenodipsas malaccanus    | Peters, 1864                                            | Indonesië, Maleisië, Thailand       |
| Asthenodipsas stuebingi     | Quah, Grismer, Lim, Anuar, Imbun, 2019                  | Maleisië                            |
| Asthenodipsas tropidonotus  | Lidth De Jeude, 1923                                    | Indonesië                           |
| Asthenodipsas vertebralis   | Boulenger, 1900                                         | Indonesië, Maleisië                 |